# Brice Oligui Nguema

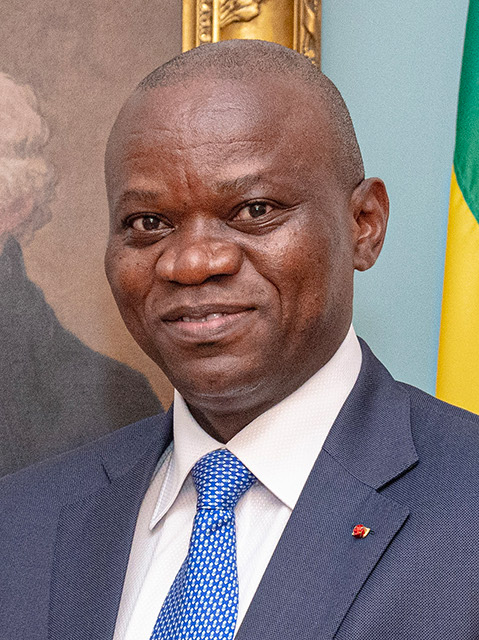
Brice Oligui Nguema (2024)

Brice Clotaire Oligui Nguema (* um 1975) ist ein gabunischer Militärangehöriger und Politiker; seit der Präsidentschaftswahl 2025 im April des Jahres ist er Präsident Gabuns.

## Karriere
Oligui studierte an der Königlichen Militärakademie von Meknès in Marokko. Er diente als Militärattaché an den gabunischen Botschaften in Marokko und Senegal.
Im April 2020 übernahm er die Leitung der gabunischen Republikanischen Garde und löste damit General Grégoire Kouna ab, einen Cousin des damaligen Präsidenten Ali Bongo Ondimba. Er selbst ist ebenfalls ein Cousin von Ali Bongo.
Er diente als Interimspräsident des Komitees für den Übergang und die Wiederherstellung der Institutionen und als Oberbefehlshaber der gabunischen Republikanischen Garde. Ihm oblag eine Schlüsselrolle beim Militärputsch in Gabun 2023 und er wurde am 30. August zum Übergangspräsidenten von Gabun ernannt. Oligui gewann die Präsidentschaftswahl 2025 im April mit mehr als 90 Prozent der Stimmen.